# 盧佩·芳德斯
盧佩·芳德斯（Lupe Fuentes，1987年1月27日），原名Zuleidy Piedrahita，是哥倫比亞裔的西班牙AV女優。

## 簡介

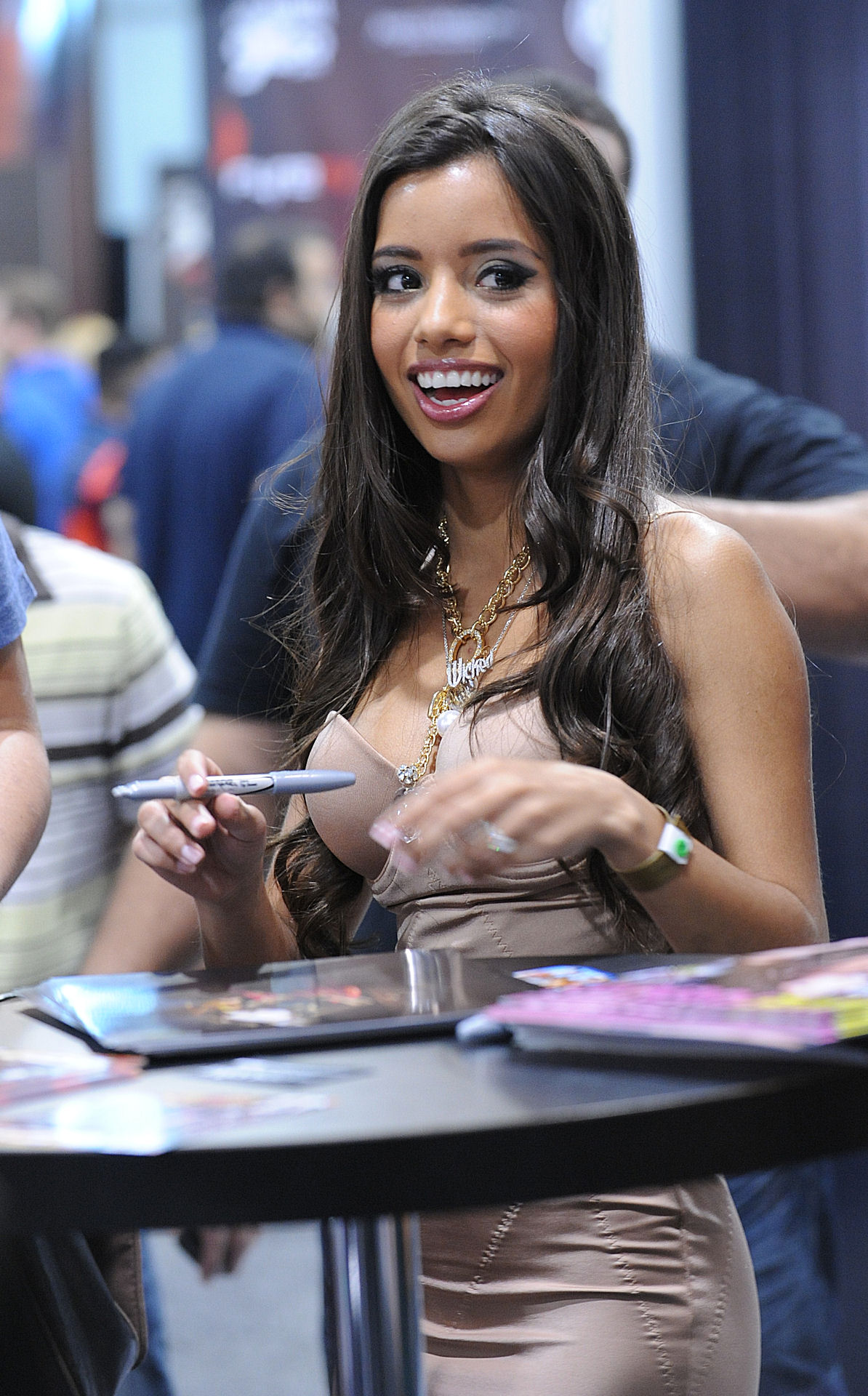
盧佩·芳德斯出席2011年成人影帶新聞成人娛樂博覽會

芳德斯在1987年1月27日生於哥倫比亞的卡利市，父親是西班牙人，母親是哥倫比亞人，日後遷居西班牙並在那裡長大。她在2006年前往美國接觸成人事業，並以「小盧佩」（Little Lupe）的暱稱在其個人網頁上發布裸照和自慰短片，並以此一砲而紅。

## 外部連結
- 官方网站
- 盧佩·芳德斯在互联网电影资料库（IMDb）上的資料（英文）
- 盧佩·芳德斯在網際網路成人電影資料庫
- 成人電影資料庫上盧佩·芳德斯的资料（英文）